# ركيزة (كيمياء)
الركيزة (أو الركازة) في الكيمياء هي النوع الكيميائي المرصود، والذي يتفاعل مع الكواشف. والمصطلح يعتمد إلى درجة كبيرة على السياق.